# مائوریتسیو پوگلیزی
مائوریتسیو پوگلیزی (انگلیسی: Maurizio Pugliesi؛ زادهٔ ۲۷ دسامبر ۱۹۷۶) بازیکن فوتبال اهل ایتالیا است.
از باشگاه‌هایی که در آن بازی کرده‌است می‌توان به باشگاه فوتبال دلفینو پسکارا، باشگاه فوتبال پیزا، و باشگاه فوتبال امپولی اشاره کرد.